# Premi Tycho Brahe
El Premi Tycho Brahe és atorgat per l'European Astronomical Society. Inaugurat el 2008, el premi es concedeix anualment en reconeixement del desenvolupament pioner o explotació d'instrumentació astronòmica europea, o grans descobriments basats en gran part en aquests instruments.

## Guardonats del Premi Tycho Brahe
Font: European Astronomical Society
| Any  | Nom              | País       | Contribució |
| ---- | ---------------- | ---------- | --- |
| 2008 | Göran Scharmer   | Suècia     | Per la seva trajectòria notable en l'avanç de les observacions solars a terra. |
| 2009 | Françoise Combes | França     | Pel treball fonamental en el camp de la dinàmica de les galàxies, en el medi interestel·lar en els sistemes extragalàctics, línies d'absorció molecular en el medi intergalàctic, i sobre la matèria fosca en l'Univers.                                                                                                |
| 2010 | Raymond Wilson   | Regne Unit | El seu profund coneixement teòric i pràctic de l'òptica i la seva visió per assolir la perfecció òptica van portar al concepte d'òptica activa que van canviar el món dels grans telescopis durant la nit: No telescopi per més temps ser construït sense òptica activa.                                                |
| 2011 | Michael Perryman | Regne Unit | Pel seu paper crucial en la promoció de l'alta precisió, l'astrometria estel·lar mundial des de l'espai, en particular, el desenvolupament de la missió Hipparcos. |
| 2012 | Reinhard Genzel  | Alemanya   | En reconeixement de les seves destacades contribucions a l'astronomia infraroja propera Europea, a través del desenvolupament d'instrumentació sofisticada, i per al treball innovador en galàctica i l'astronomia extragalàctica que condueix a la millor evidència fins a la data de l'existència dels forats negres. |
| 2013 | Massimo Tarenghi | Itàlia     | En reconeixement del seu paper central en el desenvolupament de les instal·lacions de l'Observatori Europeu del Sud que han resultat en paper líder mundial d'Europa en astronomia terrestre. |
| 2014 | Antoine Labeyrie | França     | En reconeixement dels seus conceptes innovadors i invencions ara àmpliament utilitzat en la imatge òptica moderna en alta resolució angular. |
| 2015 | Michel Mayor     | Suïssa     | En reconeixement del desenvolupament de la instrumentació, que va provocar el descobriment del primer planeta extrasolar orbitant una estrella de tipus solar i el seu paper principal en aquest domini durant els darrers vint anys.                                                                                   |
| 2016 | Joachim Trümper  | Alemanya   | En reconeixement del seu desenvolupament visionari de la instrumentació de raigs X, des d'experiments en globus i el descobriment de línies de ciclotrons que sonden el camp magnètic de les estrelles de neutrons fins al seu lideratge i una forta implicació científica en la missió ROSAT.                          |
| 2017 | Bernard Delabre  | França     | En reconeixement del seu paper principal en el disseny òptic de telescopis astronòmics, càmeres fotogràfiques i espectrògrafes durant els darrers 40 anys. |
| 2018 | Andrzej Udalski  | Polònia    | En reconeixement del paper com a força impulsora d'OGLE (Optical Gravitational Lensing Experiment), una de les enquestes de variació cel·lular amb més èxit i més llarga durada mai. OGLE ha tingut un impacte significatiu en molts camps de l'astrofísica moderna.                                                    |
| 2019 | Guy Monnet       | França     | Per a contribucions fonamentals al desenvolupament i implementació d'espectroscòpia 3D en telescopis òptics i d'infrarojos i pel seu lideratge internacional de programes d'instrumentació d'observació. |
| 2020 | Stefano Vitale   | Itàlia     | Per dirigir la missió LISA Pathfinder que ha demostrat amb extraordinària precisió la tecnologia necessària per a la futura Antena Espacial d'Interferòmetria Làser que té com a objectiu fonamental observar ones gravitacionals de baixa freqüència des de l'espai.                                                   |